# Violettkronad smaragd
Violettkronad smaragd (Ramosomyia violiceps) är en fågel i familjen kolibrier som förekommer i sydvästligaste USA och Mexiko.

## Utseende och läten
Violettkronad smaragd är en rätt stor (10 cm) kolibri med utsträckt kropp. Ovansidan är helt jämnbrun, hjässan violett undersidan rent vit och näbben röd med mörkare spets. De båda underarterna skiljer sig något, där nordliga fåglar (ellioti) är mer turkosblå på hjässan jämfört med nominatformens mer violettblå. Vidare är den grågrön till gråbrun på stjärt och övre stjärttäckare snarare än brons- eller kopparfärgad. Sången består av en serie med mycket ljusa och tunna fallande toner.

## Utbredning och systematik
Violetkronad smaragd delas in i två underarter med följande utbredning:
- ellioti – förekommer i sydvästra USA (sydöstra Arizona och sydvästra New Mexico), söderut till delstaterna Jalisco och Guanajuato i Mexiko
- violiceps – förekommer i sydvästra Mexiko

Fågeln är nära släkt med grönpannad smaragd (L. viridifrons) och de har båda tidigare behandlats som en och samma art.

### Släktestillhörighet
Arten placeras traditionellt i släktet Amazilia, men genetiska studier visar att arterna i släktet inte står varandra närmast. Den flyttades därför till ett eget släkte tillsammans med de nära släktingarna grönpannad smaragd och brunsidig smaragd. Initialt användes släktesnamnet Leucolia, men detta visade sig inte vara tillgängligt på grund av prioritet. Ett nytt släktesnamn, Ramosomyia, skapades därför för ändamålet.

## Levnadssätt
Violettkronad smaragd hittas i öppna torra buskmarker, törnskogar och öppna tall- och ekskogar. Den födosöker efter nektar på medelhög och hög nivå, bland annat vid bestånd av agave. Fågeln häckar huvudsakligen mellan april och augusti.

## Status och hot
Artens population har inte uppskattats och dess populationstrend är okänd, men utbredningsområdet är relativt stort. Internationella naturvårdsunionen IUCN anser inte att den är hotad och placerar den därför i kategorin livskraftig.